# TR-125
TR-125 (рум. Tanc Românesc 125, танк румунський з гарматою 125 мм) — румунський основний бойовий танк з гладкоствольною гарматою калібру 125 мм. Являє собою модифікацію радянського бойового танка Т-72. В даний час позначається як P-125 (P означає прототип).

## Історія розробки
Наприкінці 1970-х — на початку 1980-х років, Румунія замовила у СРСР 30 екземплярів Т-72М. Отримані танки виявилися погіршеною експортною версією, тому румунський уряд спробував придбати в СРСР ліцензію на виробництво танків Т-72. Коли це бажання зустріло опір з боку радянських лідерів, комуністичний уряд Румунії вирішив зробити зворотну розробку Т-72.
Розробка танка велася в період із 1984 по 1991 рік. Башти та механізм зарядки були розроблені науково-дослідним інститутом ICSITEM у Бухаресті, а шасі — спеціальним бухарестським заводом важкого обладнання (рум. Fabrica de Mașini Grele Speciale).
Три прототипи танка були виготовлені між 1987 і 1988 і випробувані до 1991. У зв'язку з румунською революцією, замовлення на танки від румунської армії не надійшло і проект було скасовано. Прототипи законсервовані та знаходяться на зберіганні.

## Опис конструкції
Танк, на відміну від Т-72, має подовжену підвіску (на метр довшу, ніж у Т-72) з сімома парами опорних котків, що дозволило встановити на ньому потужніший двигун на 850-900 к.с. (Покращений варіант 8VSA3, що встановлюється в TR-85). Основна зброя – гладкоствольна танкова гармата А555, розроблена на заводі Arsenal Reșița. Є також кулемет ДШК. Танк оснащений додатковою бронею. Ці зміни призвели до збільшення маси танка із 41,5 до 50 тонн.